# اتو فون گریکه
اتو فون گریکه (به آلمانی: Otto von Guericke) (زاده ۱۶۰۲ - درگذشته ۱۶۸۶) دانشمند، مخترع، و سیاستمداری آلمانی در قرن هفدهم میلادی بود. مهمترین کار علمی اتو آغاز فیزیک خلأ و ابداع روشی که بتوان توسط آن نیروی دافعه الکترواستاتیکی را به روشنی نشان داد.